# Imaginary (виставка)

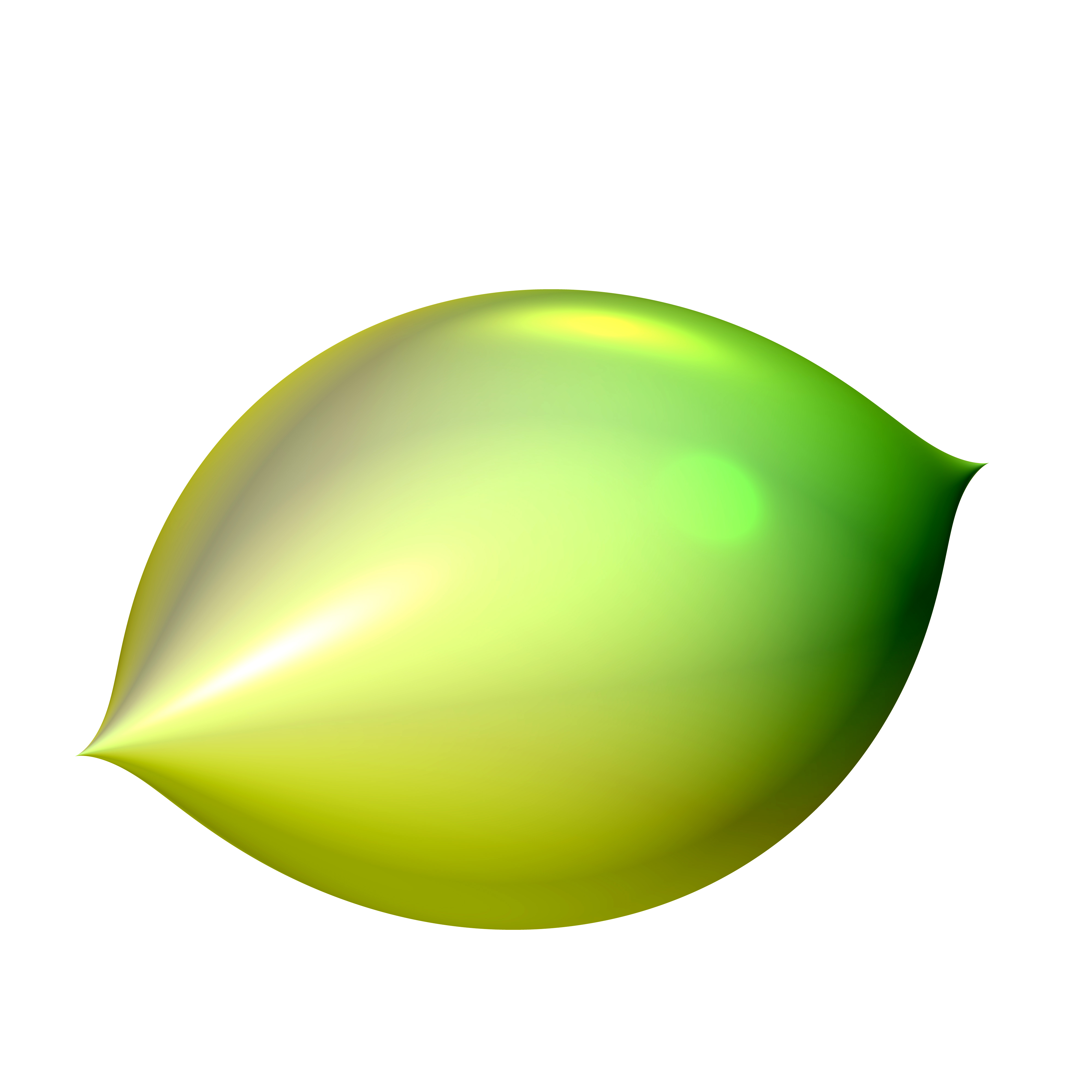
«Citric by Herwig Hauser» — логотип виставки

Imaginary (в Україні — Imaginary: художня математика) — виставка мистецьких робіт на математичній основі, яка починаючи з 2008 проводить німецький Mathematisches Forschungsinstitut Oberwolfach. У 2009 році проходила в Київській національній картинній галереї у Києві. 
Виставка включає графічні роботи, інтерактивні демонстрації, стереоскопічні зображення. Більшість робіт пов'язана з алгебраїчною геометрією та теорією особливостей. Під час виставки відвідувачі можуть не лише побачити роботи, але й дізнатися більше про їхню математичну основу.
У 2013 році Герт-Мартін Грейель та Андреас Метт отримали премію медіа-премії Математики Німецької асоціації математиків для уявних.
З 2019 по 2019 рік Imaginary фінансувався Асоціацією Leibniz як поштовх до знайденого некомерційної організації. Починаючи з вересня 2017 року, Imaginary незалежна з офісом у Берлінських та регіональних представниках у численних країнах, таких як Іспанія, Уругваї, Франція, Туреччина, Південна Корея та Китай.